# آرمل گرن
آرمل گرن (به فرانسوی: Armel Guerne) شاعر و مترجم قرن بیستم میلادی اهل فرانسه است.